# Бобровники (Мазовецьке воєводство)
Бобровники (пол. Bobrowniki) — село в Польщі, у гміні Ґловачув Козеницького повіту Мазовецького воєводства.
Населення — 425 осіб (2011).
У 1975-1998 роках село належало до Радомського воєводства.

## Демографія
Демографічна структура станом на 31 березня 2011 року:
|          | Загалом | Допрацездатний вік | Працездатний вік | Постпрацездатний вік |
| -------- | ------- | ------------------ | ---------------- | -------------------- |
| Чоловіки | 208     | 34                 | 150              | 24                   |
| Жінки    | 217     | 48                 | 119              | 50                   |
| Разом    | 425     | 82                 | 269              | 74                   |